# Franck Olivier (chanteur)
Pour les articles homonymes, voir Franck Olivier et Olivier (homonymie).
Claude Vangansbeck dit Franck Olivier est un auteur-compositeur-interprète belge né le 26 août 1948 à Gozée (Hainaut) et mort le 8 novembre 2021.

## Biographie
Franck Olivier naît à Gozée en 1948,. Il commence le chant avec la chorale de l'église, puis apprend piano et guitare à l'adolescence. Plus tard, il délaisse ses études de médecine pour jouer dans un orchestre de bals du samedi soir, Les Cobras.
Au début des années 1970, Franck Olivier connaît le succès avec des chansons comme Bella romantica. Il est également repéré par un producteur parisien qui lui propose de chanter dans la version française de Jesus Christ Superstar. Il investit les revenus générés par la vente de ses disques dans une résidences pour seniors près de Charleroi qu'il gère pendant quelques années. Il travaille avec Claude François entre 1975 et 1977, faisant la première partie de ses spectacles. Sous son aile, il enregistre la chanson Si tu m’avais laissé le temps, qui devient disque d'or en Belgique,.
Il revient en Belgique après la disparition de Claude François En 1978, il est candidat à la sélection belge pour le Concours de l'Eurovision.
Dans les années 1980, il relance sa carrière en reprenant les plus grands succès des Platters qu'il adapte en français. Il est disque d'or en 1980 avec Souviens-toi d'Only You, une chanson inspirée des Platters, et avec Tic tac (version française de Good Timing de Jimmy Jones) en 1982.
Il décroche un disque d'or au Canada avec sa chanson Amoureux de vous Madame, avec plus de 125 000 disques vendus. 
En 1984, il est à nouveau candidat à la sélection belge pour le concours de l'Eurovision où il échoue à nouveau. La même année, il interprète le générique de la série télévisée Albator 84 ainsi que celui d'Astro, le petit robot en 1985.
La même année, il anime l'émission pour enfants La Bande à Grobo sur RTL Télévision. Le 4 mai 1985, il représente le Grand-duché du Luxembourg au Concours Eurovision de la chanson aux côtés de Ireen Sheer, Margo, Diane Solomon, Malcolm Peters et Chris Peters avec le titre Children, kinder, enfants où cette chanson termine à la 13e place avec 37 points. Il part ensuite pour le Québec où il devient un chanteur en vue et reste plus de 20 ans,. Il est le propriétaire de Trans Euro Music, maison de disques qu'il a fondée en 1986 à Saint-Sauveur au Québec. Il produit, entre autres, Marcelle Alexis, une artiste québécoise, chanteuse de country, qui devient sa femme,.
Il travaille avec Lara Fabian au Canada, composant quelques chansons pour son premier album sorti en 1991,,. Il chante avec elle en duo L’amour voyage. Il connaît quelques autres succès au Canada pendant les années 1990.
En 1992, il publie au Québec un livre intitulé La Foi et l'Épreuve, sorti en Europe en 2011, et en vend plus de 16 000 exemplaires.
Il collabore à un titre pour le séisme d'Haïti en janvier 2010 et produit un album pour venir en aide au peuple haïtien, en éditant le CD au profit de cette nation.
En 2010, il retourne dans son pays natal, s’installant d’abord à Epinois puis à Silenrieux où il enregistre ses chansons dans son propre studio équipé des dernières innovations technologiques. Il se produit dans des fêtes locales ou régionales.
Son autobiographie, Ma vie, mon histoire, sort en 2015.
Atteint d'une tumeur au foie, il meurt le 8 novembre 2021.